# بيل فوستر (مخرج)
بيل فوستر (بالإنجليزية: Bill Foster)‏ هو مخرج أمريكي، ولد في 7 أبريل 1932 في أوغستا في الولايات المتحدة، وتوفي في 2 فبراير 2011 في لوس أنجلوس في الولايات المتحدة بسبب سرطان.

## وصلات خارجية
- بيل فوستر على موقع IMDb (الإنجليزية)
- بيل فوستر على موقع قاعدة بيانات الفيلم (الإنجليزية)